# .vi
.vg دامنه اینترنتی اختصاص داده شده به جزایر ویرجین ایالات متحده آمریکا است.